# Eddie Hughes (homme politique)
Pour les articles homonymes, voir Eddie Hughes.
Edmund Francis Hughes, né le 3 octobre 1968 à Birmingham, est un homme politique britannique, membre du Parti conservateur. 
Il est le député de Walsall Nord de 2017 à 2024.

## Jeunesse et carrière
Hughes est né le 3 octobre 1968 à Birmingham, en Angleterre. Son père est chauffeur de bus et sa mère femme de ménage. Il a cinq frères et a fréquenté la Handsworth Grammar School (aujourd'hui King Edward VI Handsworth Grammar School for Boys). Hughes étudie le génie civil à l'Université de Glamorgan. Il est directeur général adjoint d'un organisme de bienfaisance local qui héberge des jeunes et administrateur de l'organisme Walsall Wood Allotment Charity, qui vient en aide aux personnes dans le besoin. Hughes fait partie de la West Midlands Police Authority et est président du Walsall Housing Group jusqu'en juin 2018.
Il se présente à Pheasey pour un siège au Conseil de Walsall en 1998, mais sans succès. Il est élu conseiller du quartier Hatherson Rushall du conseil Walsall en 1999, prenant le siège au parti travailliste jusqu'en 2004 lorsque des changements de limites se sont produits et il est élu conseiller du quartier Streetly, où il est réélu jusqu'à ce qu'il se retire peu de temps après avoir été élu député,.
Il est président du WHG, le seul député qui est à l'époque président d'une association consacrée au logement.

## Carrière parlementaire
Hughes est élu député de Walsall North lors des élections générales de 2017, où il bat le député vétéran du Parti travailliste David Winnick, 83 ans à l'époque, qui occupait le siège depuis 38 ans.
Hughes présente un projet de loi à la Chambre des communes pour améliorer la sécurité des locataires en cas d'empoisonnement au monoxyde de carbone. La première lecture a eu lieu le 13 septembre 2017.
Il est un partisan du Brexit, faisant campagne pour quitter l'Union européenne, et est l'un des 62 députés conservateurs qui ont écrit au Premier ministre pour lui demander de soutenir son discours de Lancaster House.
Depuis son élection en juin 2017, Hughes fait campagne pour le financement d'un nouveau département A&E au Walsall Manor Hospital. Un financement de 36 millions de livres sterling a finalement été alloué par le ministère de la Santé et des Affaires sociales en décembre 2018 .
Il est nommé secrétaire privé parlementaire de l'équipe ministérielle du ministère du Logement, des Collectivités et des Gouvernements locaux en juin 2018. Au cours de son mandat en tant que DPP au MHLG, Hughes est responsable de la liaison avec les collègues parlementaires concernant les révisions du cadre stratégique national de planification, qui a ensuite été publié en juillet 2018. Il est ensuite nommé avec Dominic Raab au Département de sortie de l'Union européenne. Il a démissionné pour voter contre l'accord de retrait le 15 janvier 2019.
Hughes travaille avec le groupe de réflexion libertaire conservateur Freer UK, avec qui il publie un rapport sur les technologies de la blockchain, préconisant que le gouvernement britannique nomme un directeur de la blockchain,.

## Vie privée
Il épouse Clare en 2014. Hughes a un fils et une fille d'un précédent mariage. Elle travaille pour phs Direct, un fournisseur commercial de consommables. Son frère Des est conseiller travailliste.